# Handdoek

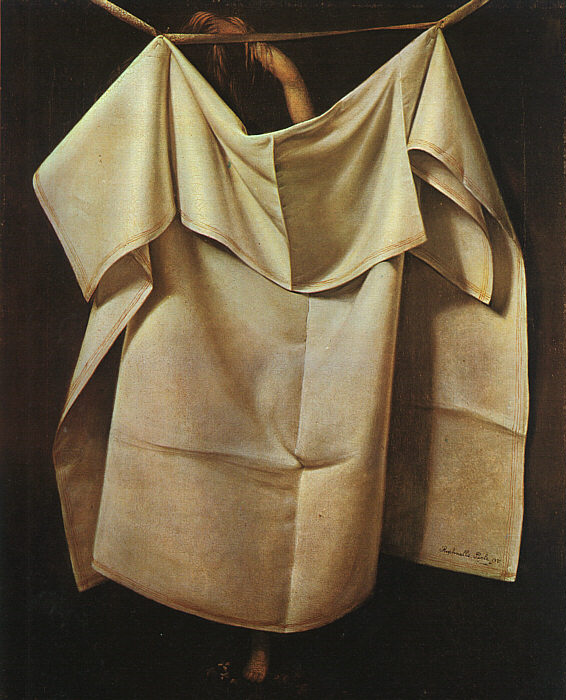
Raphaelle Peale: Na het bad 1823

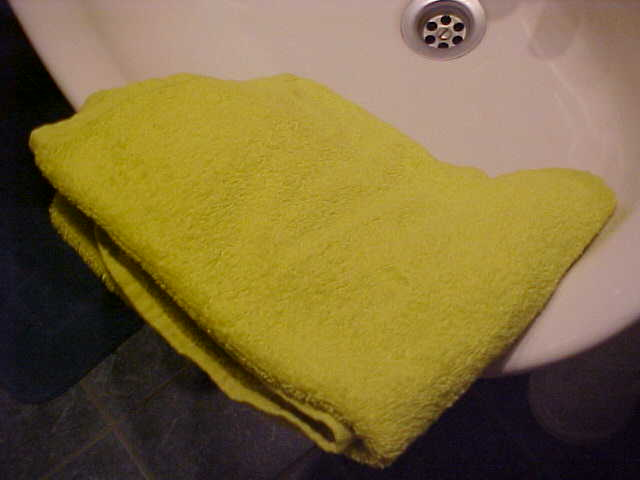
Badhanddoek

Een handdoek is een doek (meestal gemaakt van badstof, soms van wafelstof) om het lichaam, of delen daarvan (handen), na het wassen mee af te drogen. Het woord heeft een brede, algemene betekenis gekregen: niemand zal nog denken dat een handdoek uitsluitend bedoeld is om alleen de handen mee af te drogen.

## Keukenhanddoek
De keukenhanddoek is meestal relatief klein en vierkant (circa 50 × 50 cm), bedoeld om met name de handen of de vaat af te drogen. Een (bad)handdoek is groter en heeft meestal een rechthoekige vorm van minimaal 50 × 90 cm. Ook de stof van een keukenhanddoek en een badhanddoek kan verschillen.

## Badhanddoek
Extra grote badhanddoeken kunnen dienen als badjas, ze worden gebruikt om om het lichaam te wikkelen na een bad of douche. 
Op het strand dienen ze om op te gaan liggen in plaats van in het zand. Men spreekt dan vaak van een badlaken of strandlaken. Bovendien worden ze dan gebruikt om het lichaam in te wikkelen terwijl men zich verkleedt.

## "Gastendoekjes"
Extra kleine handdoekjes (gastendoekjes) zijn bedoeld voor gasten voor eenmalig gebruik, bijvoorbeeld op een toilet in een huis of de wat betere restaurants of in de badkamer van hotelkamers. Er is dan een stapel gastendoekjes beschikbaar. Ieder doekje wordt na eenmalig gebruik in een speciale mand of bak gedeponeerd. Het gebruik van een droog en schoon gastendoekje is uiteraard veel hygiënischer dan het herhaald gebruik door verschillende mensen van een steeds natter wordende handdoek. Door de voeten af te drogen met gastendoekjes kan tevens voetschimmel worden voorkomen. 

## Religieus gebruik
Een lavabodoekje is een bijzondere handdoek die in de sacristie en tijdens de Mis gebruikt wordt.

## In de sport
In sommige sporten (zoals tennis) worden tijdens de wedstrijd vaak handdoeken gebruikt om het gezicht van zweet te ontdoen.

## Varia
- 25 mei wordt gevierd als Towel Day. Het is een eer aan Douglas Adams, auteur van The Hitchhiker's Guide To The Galaxy (Het Transgalactisch Liftershandboek), waarin de handdoek als een van de nuttigste zaken wordt omschreven.